# 1990 SU10
1990 SU10 är en asteroid i huvudbältet som upptäcktes den 16 september 1990 av den amerikanske astronomen Henry E. Holt vid Palomarobservatoriet.
Asteroiden har en diameter på ungefär 15 kilometer och den tillhör asteroidgruppen Hoffmeister.